# Kalymmaria monroviensis
Kalymmaria monroviensis is een borstelworm waarvan de positie in die groep onduidelijk is.
De wetenschappelijke naam van de soort werd in 1942 gepubliceerd door Nolte.